# Fratercula corniculata
Il pulcinella o fratercula dal corno (Fratercula corniculata, Naumann 1821) è un uccello marino della famiglia degli alcidi.

## Sistematica
Fratercula corniculata non ha sottospecie, è monotipico.

## Distribuzione e habitat
Questo uccello vive nel Pacifico e nel Mar Glaciale Artico: Russia e Giappone in Asia, e Alaska, Canada e Stati Uniti (fino alla California) in Nord America.

## Galleria d'immagini

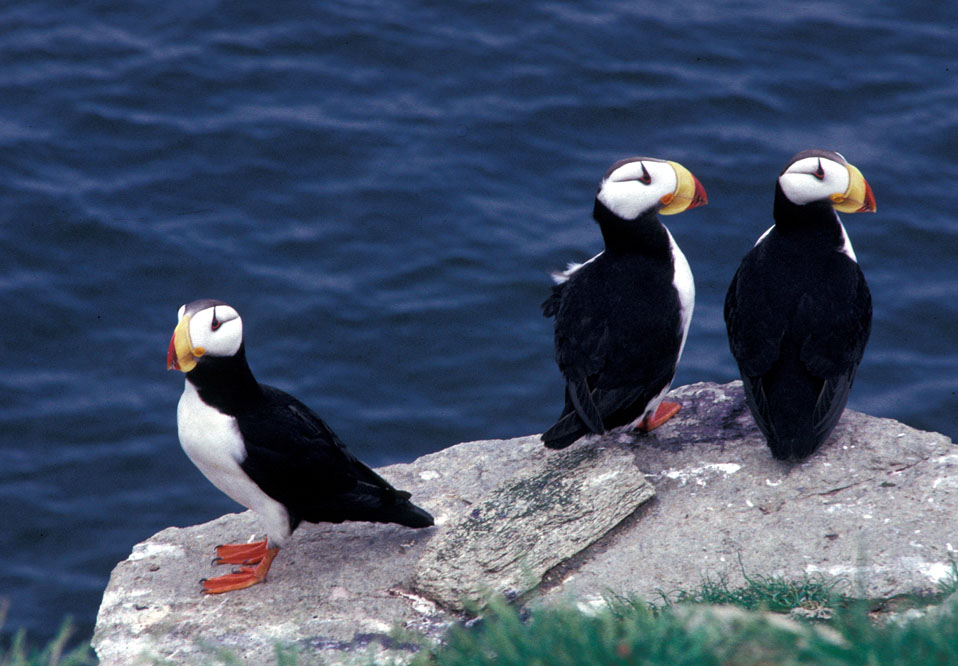
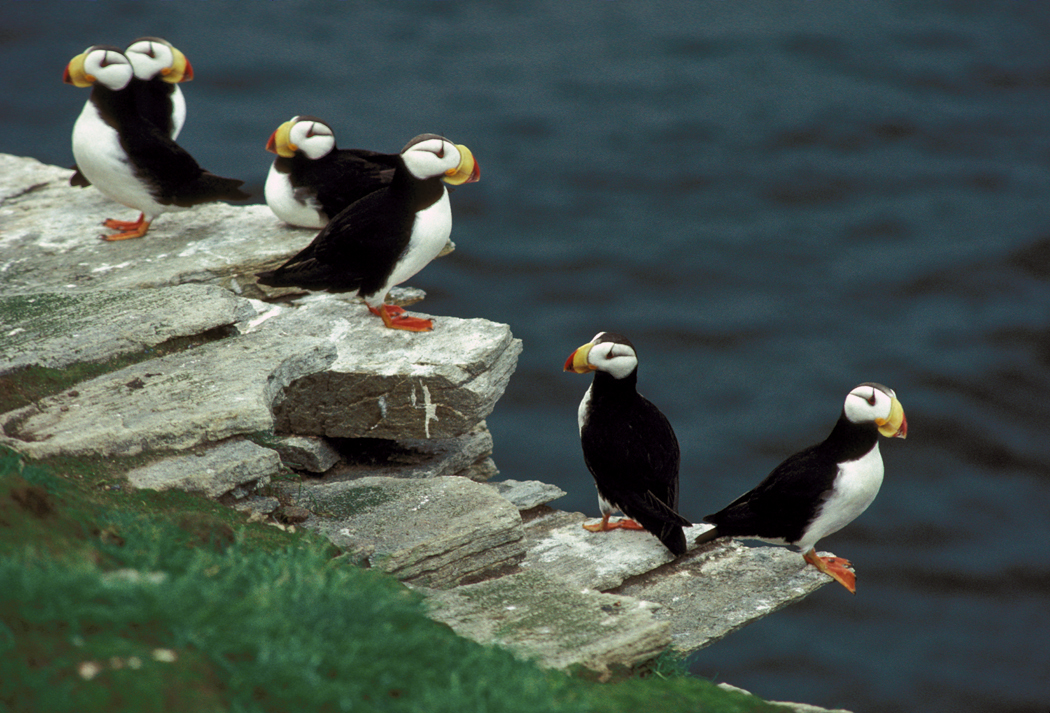